# District de Kullu
Le district de Kullu (hindi : कुल्लू जिला) est un district de l'État de l'Himachal Pradesh en Inde.

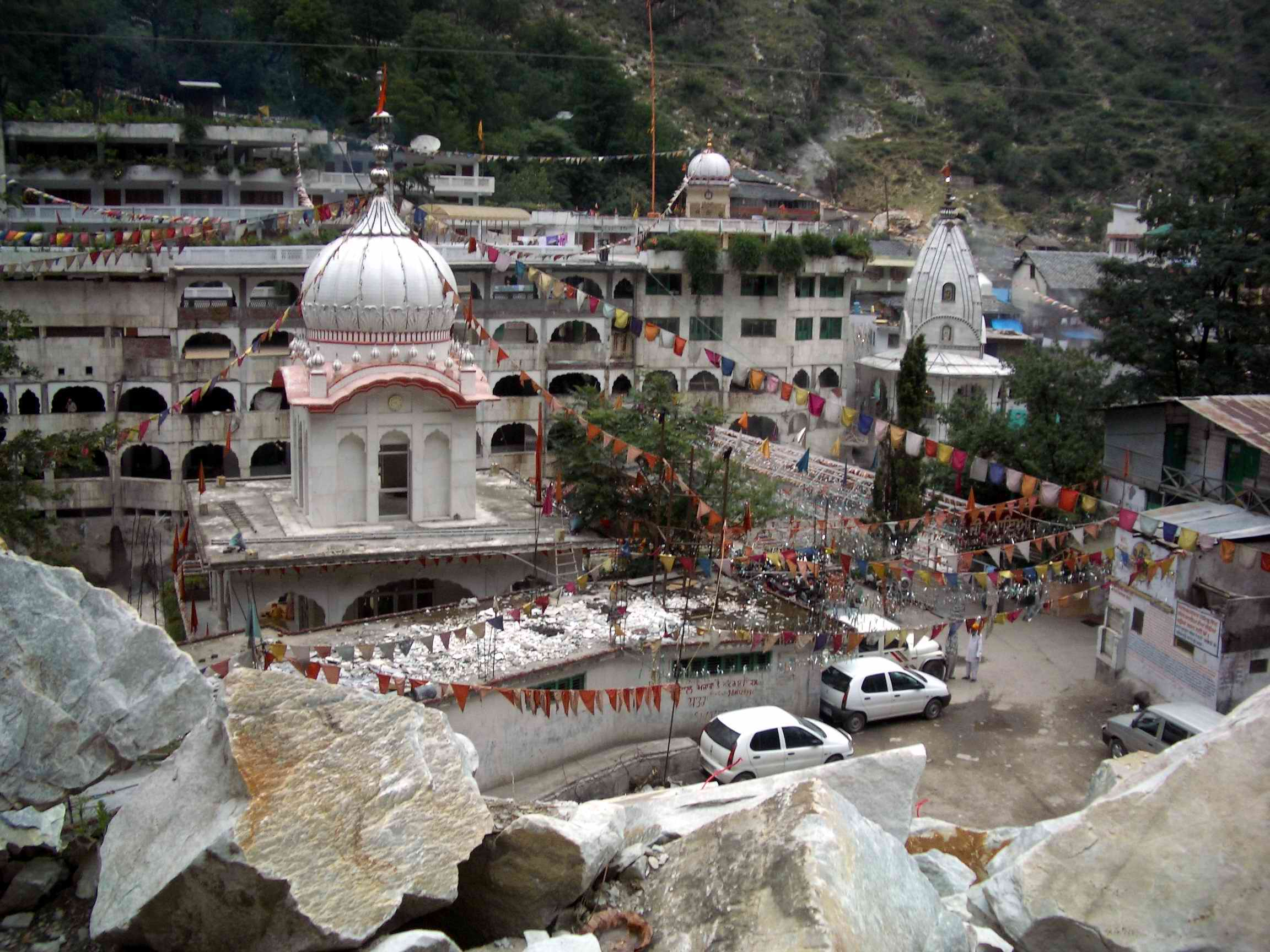
La ville de Manikaran.

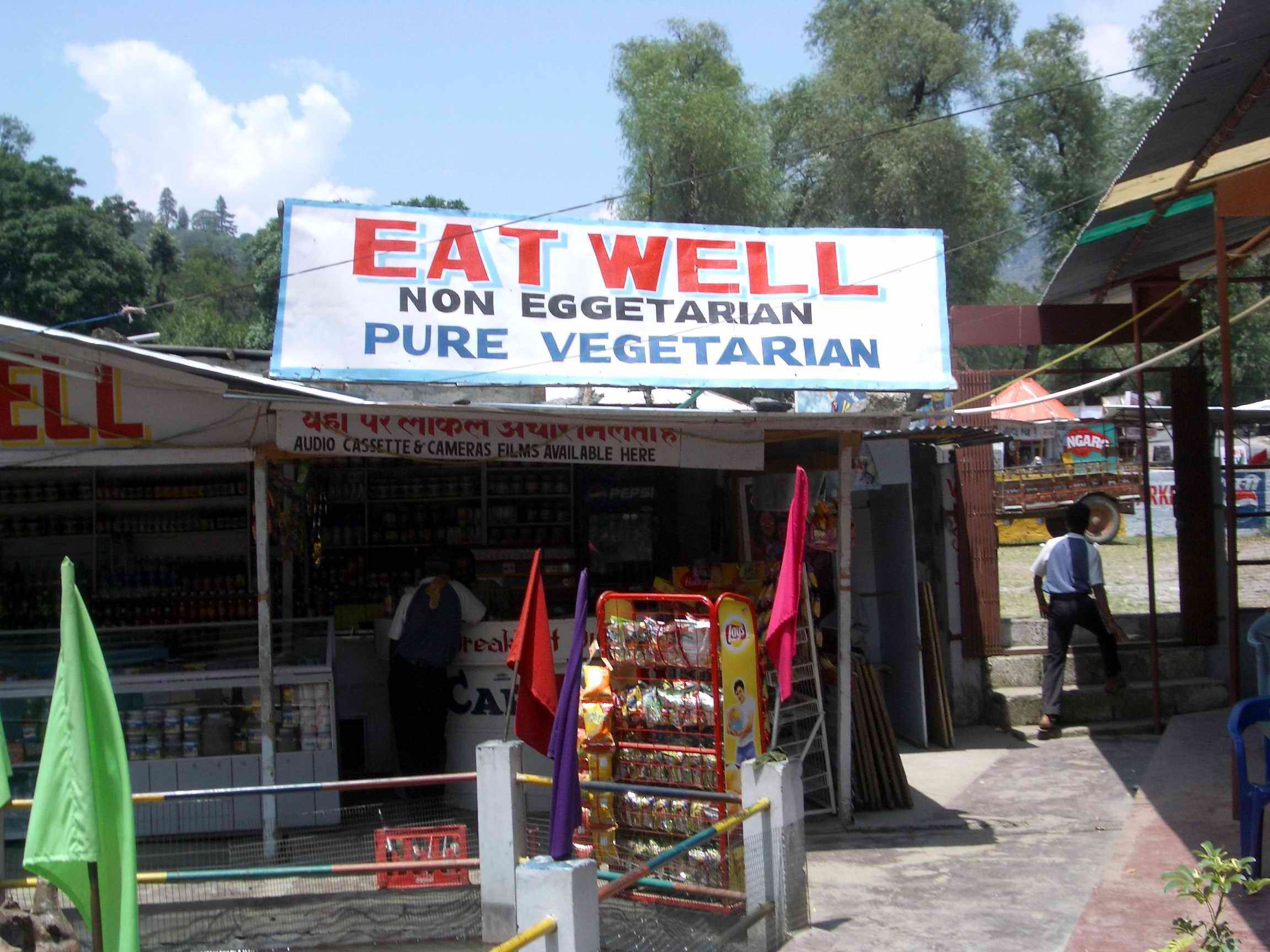
Restaurant routier.

## Géographie
Sa population de 437 903 habitants (en 2011) pour une superficie de 5 503 km2.